# Roncus pieperi
Espèce
Roncus pieperi est une espèce de pseudoscorpions de la famille des Neobisiidae.

## Distribution
Cette espèce est endémique de Céphalonie en Grèce. Elle se rencontre dans les grottes Spilaio Phytidi et Spilaio Drogarati.

## Description
Le mâle holotype mesure 3,6 mm.

## Étymologie
Cette espèce est nommée en l'honneur de Harald Pieper.

## Publication originale
- Mahnert & Gardini, 2014 : Cave-inhabiting pseudoscorpion species of the genus Roncus (Pseudoscorpiones: Neobisiidae) from western Greece, including the Ionian Islands. Arachnologische Mitteilungen, vol. 48, no , p. 28-37 (texte intégral).